# Manaquí gorjablanc
El manaquí gorjablanc (Corapipo leucorrhoa) és un ocell de la família dels píprids (Pipridae) segons la classificació de HBC/ Birdlife Versió 7 (2022).

## Taxonomia
Segons la classificació del Congrés Ornitològic Internacional versió 13.1 (2023) es tracta en realitat de dues espècies:
- Corapipo altera Hellmayr, 1906, a la que aplica el nom de manaquí gorjablanc (White-ruffed Manakin).
- Corapipo leucorrhoa (sensu stricto), a la que aplica el nom de manaquí de pitet blanc (White-bibbed Manakin)

## Hàbitat i distribució
Seguint la classificació de l'IOC:
- Manaquí gorjablanc (Corapipo altera): Habita el sotabosc de la selva pluvial i vegetació secundària de les terres baixes des del sud-est d'Hondures fins Panamà i nord-oest de Colòmbia.
- Manaquí de pitet blanc (Corapipo leucorrhoa): Habita el sotabosc de la selva pluvial i vegetació secundària, localment a les terres baixes al sud-oest, centre i nord-est de Colòmbia i nord-oest de Veneçuela.[3]